# Dyscophogryllus castaneus
Dyscophogryllus castaneus är en insektsart som beskrevs av Bruner, L. 1916. Dyscophogryllus castaneus ingår i släktet Dyscophogryllus och familjen syrsor. Inga underarter finns listade i Catalogue of Life.